# 灣脊大道車站
灣脊大道車站（英語：Bay Ridge Avenue station）是紐約地鐵BMT第四大道線的一個地鐵站，位於布魯克林灣脊灣脊大道及第四大道，設有R線（任何時候停站）列車服務。

## 歷史

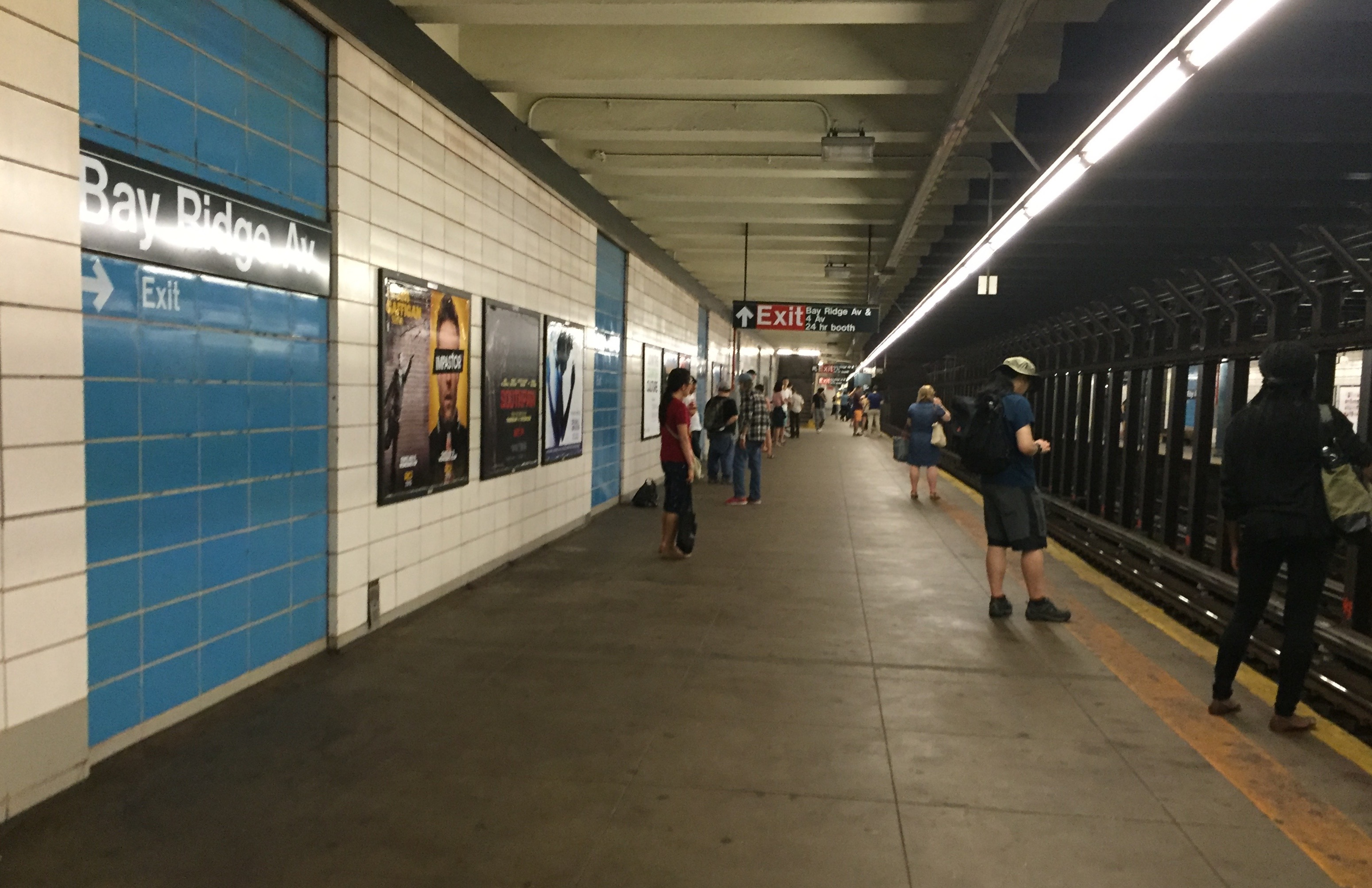
車站翻新前

1913年1月24日，11B2號線開工，包括此站，由61街延至89街。1915年此段完工。灣脊大道在1916年1月15日連同BMT第四大道線由59街至86街的延伸段一同啟用。
由於是慢車站，月台起初只有435英尺（133）長，只能停靠6節慢車。1925年2月16日，交通局要求工程師準備將第四大道線沿線12個車站延長至8節，包括此站，總花費63萬3000美元。
1970年代末車站進行了翻新。舊的裁切線由白色煤渣磚取代，只有牆壁上的小型凹槽是藍色煤查磚。翻新時維修了樓梯和安裝了新的月台邊。藍色煤查磚包括站名牌和出口指示牌。翻新同時將白熾燈更換為螢光燈。南行月台第二入口的著陸層是車站入唯一帶有原初1915年裁剪線的「B.R.」字樣的牆磚。這些牆磚在2017年翻新時移除。
在2015－2019年MTA資金計劃，車站與其他三十個紐約地鐵車站進行翻新，並關閉6個月。更新內容包括蜂窩服務、Wi-Fi、充電站、改善指示牌、改善車站燈光。2016年1月至5月，格林沙爾建築工作時車站翻新設計，阿魯普集團作為諮詢。翻新合約包括翻新BMT第四大道線上的展望大道、53街及灣脊大道車站，在2016年11月30日獲得合約。Citnalta-Forte聯合投標獲選在這三個車站進行7200萬美元設計興建合約的翻新，是紐約地鐵歷史上首次類似的合約。2017年4月29日關閉進行翻新並在2017年10月13日重開。

## 車站結構
| G  | 街道層             | 出入口                                    |
| B1 | 夾層               | 閘機、車站詢問處                          |
| B2 | 側式月台，右側開門 | 側式月台，右側開門                        |
| B2 | 北行               | 往森林小丘-71大道（深夜時白廳街）（59街） |
| B2 | 南行               | 往95街（77街）                            |
| B2 | 側式月台，右側開門 |                                           |

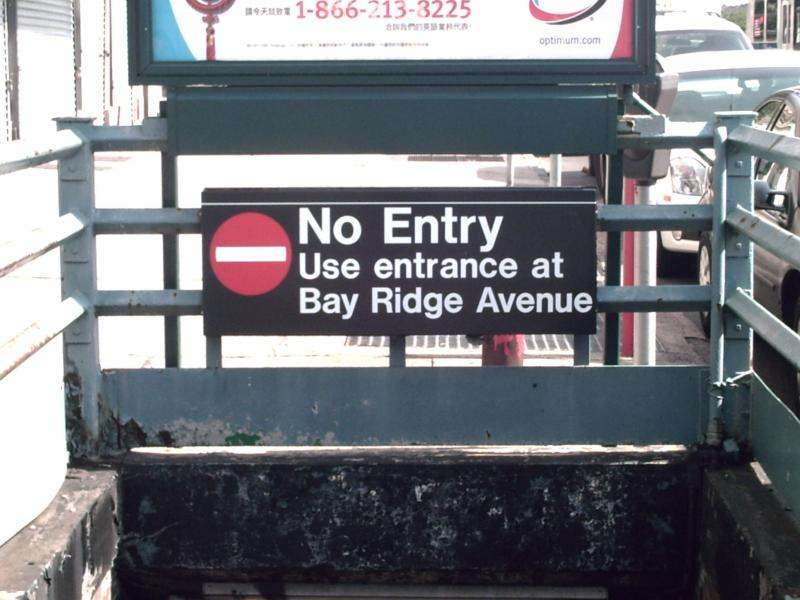
重建以前68街只出不入樓梯

此地下車站設有兩個側式月台和兩條軌道。車站夾層位於月台上方，各月台都設有兩條樓梯上升至夾層。只有往95街月台設有樑柱，但月台末端沒有樑柱。所有的樑柱髤上藍色，是標準工字樑柱。所有樑柱都帶有「灣脊大道」站名牌。
59街以南的第四大道線在該路西側下方以雙軌設計，並有計劃在該路東側設置額外兩條軌道。車站以北跨過長島鐵路灣脊支線，但下穿第四大道的橋樑是以四軌興建，但只有兩條西面軌道使用。橋樑兩端的隧道只以雙軌設計。橋上可見日光。若興建兩條額外的軌道，59街以南所有慢車站的東側月台都有需要拆除。故此，這站往灣脊快車道還有額外軌道的空間。77街亦可見類似情況。
2017年此站藝術品名為「Strata」，由Katy Fischer設計的馬賽克磚，紀念當地美洲原住民、荷蘭和英國殖民歷史。

### 出口
付費區外的夾層設有兩條樓梯，分別前往灣脊和第四大道交界西南角和東南角。
南行月台近北端還設有額外入口。2017年翻新前，該入口只出不入。兩個月台層的閘機可前往著陸層，並再上兩級到達68街和第四大道交界西北角。

## 外部連結
- nycsubway.org—BMT 4th Avenue Line: Bay Ridge Avenue
- Station Reporter — R Train
- The Subway Nut — Bay Ridge Avenue Pictures （页面存档备份，存于）
- Bay Ridge Avenue entrance from Google Maps Street View （页面存档备份，存于）
- 68th Street exit only stairs from Google Maps Street View （页面存档备份，存于）
- Platforms from Google Maps Street View